# Dahlhausen (Schalksmühle)
Dahlhausen ist ein Ortsteil in der Gemeinde Schalksmühle im Märkischen Kreis im Regierungsbezirk Arnsberg in Nordrhein-Westfalen (Deutschland).

## Lage und Beschreibung
Der Ortsteil befindet sich oberhalb des Volmetals nordöstlich von dem Kernort. Der Ort ist an einer Verbindungsstraße gelegen, die bei Flaßkamp im Volmetal von der Bundesstraße 54 abzweigt und hoch nach Stallhaus führt.
Weitere Nachbarorte auf dem Schalksmühler Gemeindegebiet sind der Kernort, Ohlerberg, Dahlerbrück, Linscheid, Linscheiderbecke, Linscheiderschule, Hellhof, Kuhlenhagen, Holthausen, Waldesruh, Neuenbrücke, Hütte und Klagebach.

## Geschichte
Dahlhausen gehörte bis zum 19. Jahrhundert der Wester Bauerschaft des Kirchspiels Hülscheid an. Ab 1816 war der Ort Teil der Gemeinde Hülscheid in der Bürgermeisterei Halver im Kreis Altena, 1818 lebten 42 Einwohner im Ort. Der laut der Ortschafts- und Entfernungs-Tabelle des Regierungs-Bezirks Arnsberg als Hof kategorisierte Ort besaß 1839 acht Wohnhäuser, eine Fabrikationsstätte bzw. Mühle und sechs landwirtschaftliche Gebäude. Zu dieser Zeit lebten 55 Einwohner im Ort, allesamt evangelischen Bekenntnisses.
1844 wurde die Gemeinde Hülscheid mit Dahlhausen von dem Amt Halver abgespaltet und dem neu gegründeten Amt Lüdenscheid zugewiesen.
Der Ort ist auf der Preußischen Uraufnahme von 1840 als Dahlhausen verzeichnet. Ab der Preußischen Neuaufnahme von 1892 ist der Ort auf Messtischblättern der TK25 als Dahlhausen verzeichnet.
Die Gemeinde- und Gutbezirksstatistik der Provinz Westfalen führt 1871 den Ort als Hof mit neun Wohnhäusern und 62 Einwohnern auf.  Das Gemeindelexikon für die Provinz Westfalen gibt 1885 für Dahlhausen eine Zahl von 67 Einwohnern an, die in elf Wohnhäusern lebten. 1895 besitzt der Ort zehn Wohnhäuser mit 58 Einwohnern, 1905 werden neun Wohnhäuser und 60 Einwohner angegeben.
1969 wurden die Gemeinden Hülscheid und Schalksmühle zur amtsfreien Großgemeinde (Einheitsgemeinde) Schalksmühle im Kreis Altena zusammengeschlossen und Dahlhausen gehört seitdem politisch zu Schalksmühle, das 1975 auf Grund des Sauerland/Paderborn-Gesetzes Teil des neu geschaffenen Märkischen Kreises wurde.